# Nobles Hijosidalgos del Solar
Nobles Hijosidalgos del Solar fue el título nobiliario otorgado por parte del rey de España Felipe III en el año 1613 a cada uno de los habitantes del pueblo Vallegrande.
Esta localidad estaba en el Virreinato del Perú, actual zona de Bolivia, siendo beneficiadas aproximadamente unas 200 familias de origen español, con el cual elevó su rango social y les dio tal prebenda, como un estímulo a la fidelidad con que se mantuvieron y debían mantenerse esta pueblo de blancos fundada por el capitán Pedro Lucio Escalante de Mendoza.
Esto debía servir como nexo entre Charcas y Santa Cruz en la época colonial del país.
- Datos: Q6044083